# Montes Spitzbergen

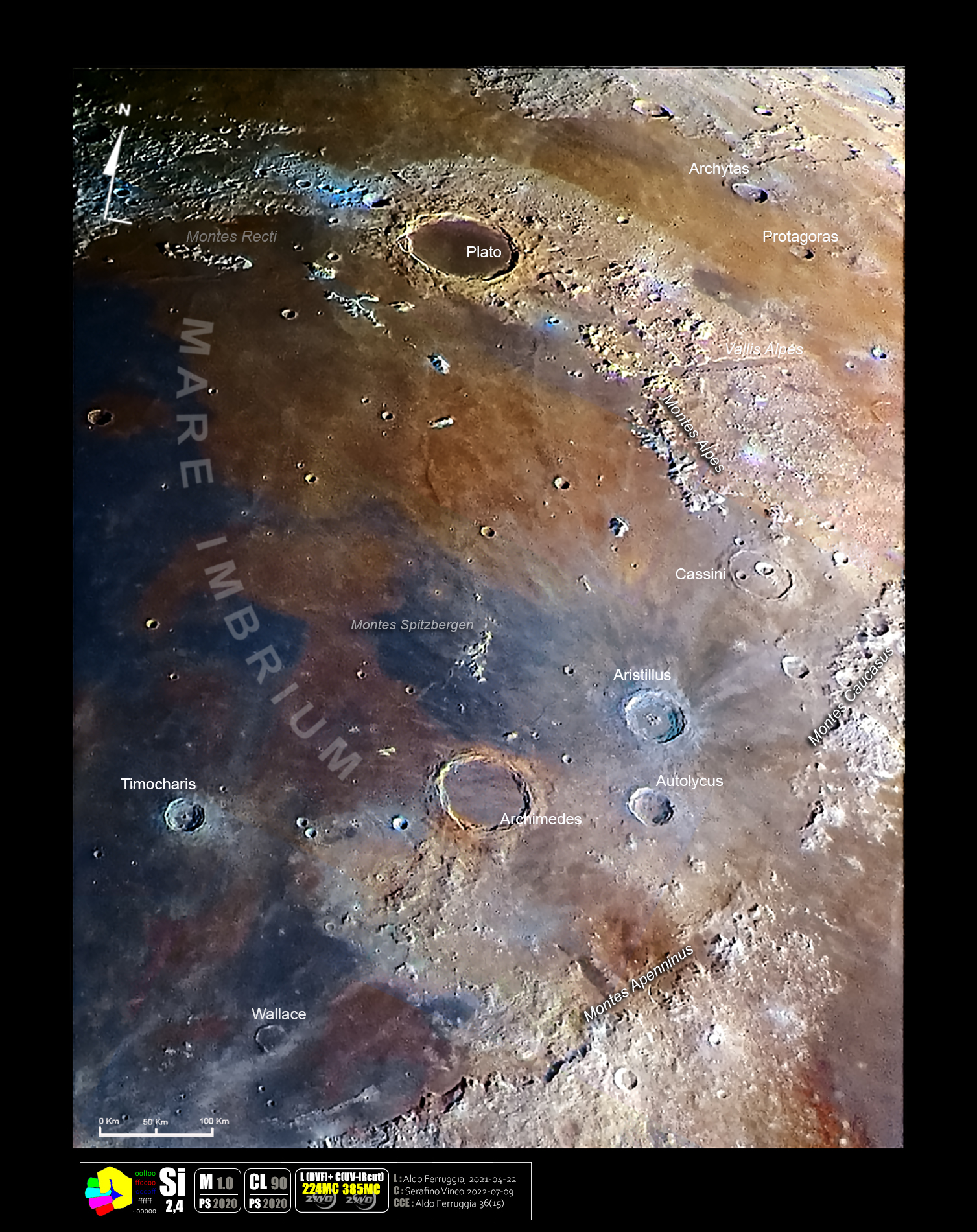
L'area della formazione montuosa in formato selenocromatico (Si)

I Montes Spitzbergen sono una struttura geologica della superficie della Luna.
Il loro nome in tedesco significa monti aguzzi.

## Crateri correlati
Alcuni crateri minori situati in prossimità dei Montes Spitzbergen sono convenzionalmente identificati, sulle mappe lunari, attraverso una lettera associata al nome.
| Spitzbergen | Latitudine | Longitudine | Diametro |
| ----------- | ---------- | ----------- | -------- |
| A           | 32,71° N   | 7,1° W      | 6,13 km  |
| C           | 32,88° N   | 8,81° W     | 6,27 km  |
| D           | 33,3° N    | 8,76° W     | 3,18 km  |